# Lijst van voetbalinterlands Argentinië - Zwitserland
Deze lijst van voetbalinterlands is een overzicht van alle officiële voetbalwedstrijden tussen de nationale teams van Argentinië en Zwitserland. De landen speelden tot op heden zeven keer tegen elkaar. De eerste wedstrijd, een groepswedstrijd tijdens het Wereldkampioenschap voetbal 1966, werd gespeeld in Sheffield (Verenigd Koninkrijk) op 19 juli 1966. Het laatste duel, een achtste finale tijdens het Wereldkampioenschap voetbal 2014, vond plaats op 1 juli 2014 in São Paulo (Brazilië).

## Wedstrijden
| № | Plaats    | Datum            | Competitie        | Wedstrijd                | Uitslag |
| - | --------- | ---------------- | ----------------- | ------------------------ | ------- |
| 1 | Sheffield | 19 juli 1966     | WK 1966           | Argentinië – Zwitserland | 2 – 0   |
| 2 | Córdoba   | 16 december 1980 | Vriendschappelijk | Argentinië – Zwitserland | 5 – 0   |
| 3 | Bern      | 1 september 1984 | Vriendschappelijk | Zwitserland – Argentinië | 0 – 2   |
| 4 | Bern      | 8 mei 1990       | Vriendschappelijk | Zwitserland – Argentinië | 1 – 1   |
| 5 | Basel     | 2 juni 2007      | Vriendschappelijk | Zwitserland – Argentinië | 1 – 1   |
| 6 | Bern      | 29 februari 2012 | Vriendschappelijk | Zwitserland – Argentinië | 1 – 3   |
| 7 | São Paulo | 1 juli 2014      | WK 2014           | Argentinië – Zwitserland | 1 – 0   |

## Samenvatting
| Competitie        | Totaal gespeeld | Winst Argentinië | Gelijk | Winst Zwitserland | Doelsaldo Argentinië – Zwitserland |
| ----------------- | --------------- | ---------------- | ------ | ----------------- | ---------------------------------- |
| WK-eindronde      | 2               | 2                | 0      | 0                 | 3 – 0                              |
| Vriendschappelijk | 5               | 3                | 2      | 0                 | 12 – 3                             |
| Totaal            | 7               | 5                | 2      | 0                 | 15 – 3                             |

Wedstrijden bepaald door strafschoppen worden, in lijn met de FIFA, als een gelijkspel gerekend.

## Details

### Eerste ontmoeting
| WK 1966 (Sheffield, Verenigd Koninkrijk, 19 juli 1966): |              | |
| Argentinië | 2 – 0        | Zwitserland |
| Luis Artime 53' Ermindo Onega 81' | goals        | |
| Juan Carlos Lorenzo | bondscoach   | Alfredo Foni |
| Antonio Roma Roberto Ferreiro Roberto Alfredo Perfumo Oscar Calics Silvio Marzolini Jorge Solari Antonio Rattin Alberto González Ermindo Onega Luis Artime Oscar Más | opstellingen | Leo Eichmann Hans-Rudi Fuhrer Heinz Bäni René Brodmann Xavier Stierli Kurt Armbruster Jakob Kuhn Vittore Gottardi Friedrich Künzli Robert Hosp René Quentin |

### Tweede ontmoeting
| Vriendschappelijk (Córdoba, Argentinië, 16 december 1980): |              | |
| Argentinië | 5 – 0        | Zwitserland |
| Ramón Díaz 4' Leopoldo Luque 9' José Daniel Valencia 83' Diego Maradona 44' Daniel Passarella 77' (pen.)                                                                         | goals        | |
| César Luis Menotti | bondscoach   | Léo Walker |
| Ubaldo Fillol Jorge Olguín Luis Galván Daniel Passarella Alberto Tarantini Juan Barbas Americo Gallego 67' Diego Maradona Ramón Díaz Leopoldo Luque 61' José Daniel Valencia 73' | opstellingen | 46' Erich Burgener Alain Geiger Roger Wehrli Heinz Hermann Hans-Jörg Pfister René Botteron Heinz Lüdi 32' Claude Andrey Hans-Peter Zwicker 46' Rudolf Elsener André Egli |
| Jorge Carlos Cecchi 61' José Van Tuyne 67' Alejandro Débole 73' | wissels      | 32' Erni Maissen 46' Karl Engel 46' Peter Marti |
| - Debuut van Hans-Peter Zwicker (FC Zürich) voor Zwitserland. |              | |

### Derde ontmoeting
| Vriendschappelijk (Bern, Zwitserland, 1 september 1984): |              | |
| Zwitserland | 0 – 2        | Argentinië |
| | goals        | 6' José Daniel Ponce 33' Oscar Dertycia |
| Paul Wolfisberg | bondscoach   | César Luis Menotti |
| Karl Engel Roger Wehrli Charles In-Albon Marco Schällibaum Philippe Perret Alain Geiger Heinz Hermann Raimondo Ponte 46' Hans-Peter Zwicker 68' Jean-Paul Brigger 89' André Egli | opstellingen | Luis Islas José Luis Brown Oscar Garré Julian Camino 66' Marcelo Trobbiani Oscar Ruggeri 77' Oscar Dertycia Miguel Russo José Daniel Ponce 89' Ricardo Bochini Jorge Burruchaga |
| Manfred Braschler 46' Beat Sutter 68' Dominique Cina 89' | wissels      | 66' Alberto Marcico 77' Gerardo González 89' Jorge Rinaldi |

### Vierde ontmoeting
| Vriendschappelijk (Bern, Zwitserland, 8 mei 1990): |              | |
| Zwitserland | 1 – 1        | Argentinië |
| Kubilay Türkyilmaz 89' | goals        | 52' Abel Balbo |
| Uli Stielike | bondscoach   | Carlos Bilardo |
| Philipp Walker Alain Geiger 46' Marc Hottiger Herbert Baumann 78' Dominique Herr Heinz Hermann Alain Sutter 53' Blaise Piffaretti Marcel Koller Adrian Knup Kubilay Türkyilmaz | opstellingen | Nery Pumpido Oscar Ruggeri Juan Simón José Serrizuela Sergio Batista 56' Roberto Sensini José Basualdo Néstor Lorenzo 85' Jorge Burruchaga Diego Maradona 60' Abel Balbo |
| Urs Fischer 46' Stéphane Chapuisat 53' Peter Schepull 78' | wissels      | 56' Pedro Troglio 60' Gustavo Dezotti 85' Claudio Caniggia |

### Vijfde ontmoeting
| Vriendschappelijk (Basel, Zwitserland, 2 juni 2007): |              | |
| Zwitserland | 1 – 1        | Argentinië |
| Marco Streller 64' | goals        | 49' Carlos Tévez |
| Jakob 'Köbi' Kuhn | bondscoach   | Alfio Basile |
| Diego Benaglio Philipp Degen 89' Patrick Müller Philippe Senderos Ludovic Magnin Johan Vonlanthen 46' Gökhan Inler 83' Raphael Wicky 46' Tranquillo Barnetta 86' Xavier Margairaz 71' Marco Streller | opstellingen | Roberto Abbondanzieri Javier Zanetti Roberto Ayala Gabriel Milito Gabriel Heinze 67' Lucho González Fernando Gago Esteban Cambiasso 89' Lionel Messi 67' Hernán Crespo 79' Carlos Tévez |
| Benjamin Huggel 46' Daniel Gygax 46' Hakan Yakin 71' Ricardo Cabanas 83' Christoph Spycher 86' Johan Djourou 89'                                                                                     | wissels      | 67' Diego Milito 67' Javier Mascherano 79' Pablo Aimar 89' Javier Saviola |
| Philipp Degen 49' Philippe Senderos 61' Ludovic Magnin 63' Benjamin Huggel 80' | gele kaarten | 19' Lucho González 83' Roberto Ayala 89' Fernando Gago |

### Zesde ontmoeting
| Vriendschappelijk (Bern, Zwitserland, 29 februari 2012): |              | |
| Zwitserland | 1 – 3        | Argentinië |
| Xherdan Shaqiri 49' | goals        | 20' Lionel Messi 87' Lionel Messi 90+1' (pen.) Lionel Messi |
| Ottmar Hitzfeld | bondscoach   | Alejandro Sabella |
| Diego Benaglio 46' Philippe Senderos Ricardo Rodríguez Stephan Lichtsteiner 57' François Affolter Gökhan Inler Fabian Frei 46' Blerim Dzemaili 65' Granit Xhaka Xherdan Shaqiri Admir Mehmedi 80' | opstellingen | Sergio Romero Pablo Zabaleta Ezequiel Garay Hugo Campagnaro Federico Fernández Javier Mascherano 71' Maxi Rodríguez 46' Rodrigo Braña 81' José Ernesto Sosa Kun Agüero Lionel Messi |
| Marco Wölfli 46' Eren Derdiyok 46' 86' Reto Ziegler 57' Valentin Stocker 65' Innocent Emeghara 80' Matias Vitkieviez 86' Yann Sommer Alain Nef Gelson Fernandes                                   | wissels      | 46' Fernando Gago 70' Eduardo Salvio 81' Gonzalo Higuaín Mariano Andújar Cata Díaz Luciano Monzón Erik Lamela Rodrigo Palacio                                                       |
| Gökhan Inler 72' | gele kaarten | |
| - Debuut van Matias Vitkieviez (BSC Young Boys) voor Zwitserland. - Debuut van Hugo Campagnaro voor Argentinië.                                                                                   |              | |

### Zevende ontmoeting
| WK 2014 (São Paulo, Brazilië, 1 juli 2014): |              | |
| Argentinië | 1 – 0        | Zwitserland |
| Ángel Di María 118' | goals        | |
| Alejandro Sabella | bondscoach   | Ottmar Hitzfeld |
| Sergio Romero Marcos Rojo 105' Ezequiel Garay Federico Fernández Pablo Zabaleta Fernando Gago 106' Javier Mascherano Ángel Di María Lionel Messi Ezequiel Lavezzi 74' Gonzalo Higuaín | opstellingen | Diego Benaglio Ricardo Rodríguez Fabian Schär Johan Djourou Stephan Lichtsteiner Gökhan Inler 66' Granit Xhaka Valon Behrami 113' Admir Mehmedi 82' Josip Drmić Xherdan Shaqiri |
| Rodrigo Palacio 74' José María Basanta 105' Lucas Biglia 106' | wissels      | 66' Gelson Fernandes 82' Haris Seferović 113' Blerim Džemaili |
| Marcos Rojo 90' Ángel Di María 120' Ezequiel Garay 120' | gele kaarten | 36' Granit Xhaka 73' Gelson Fernandes |
| - Laatste interland van Zwitserland onder leiding van bondscoach Ottmar Hitzfeld. |              | |

AUF · A-internationals · Selecties · Bondscoaches · Argentijns vrouwenelftal · Olympisch elftal · Argentinië U21 · Argentinië U20 · Argentinië U19 · Argentinië U18 · Argentinië U17
1900 – 1909 ·
1910 – 1919 ·
1920 – 1929 ·
1930 – 1939 ·
1940 – 1949 ·
1950 – 1959 ·
1960 – 1969 ·
1970 – 1979 ·
1980 – 1989 ·
1990 – 1999 ·
2000 – 2009 ·
2010 – 2019 ·
2020 − 2029
WK 1930 · 
WK 1934 · 
WK 1958 · 
WK 1962 · 
WK 1966 · 
WK 1974 · 
WK 1978 · 
WK 1982 · 
WK 1986 · 
WK 1990 · 
WK 1994 · 
WK 1998 · 
WK 2002 · 
WK 2006 · 
WK 2010 · 
WK 2014 · 
WK 2018 ·
WK 2022
OS 1928 · 
OS 1988 · 
OS 1996 · 
OS 2004 · 
OS 2008 · 
OS 2016 · 
OS 2020
1902 · 
1903 · 
1904 · 
1905 · 
1906 · 
1907 · 
1908 · 
1909 ·
1910 · 
1911 · 
1912 · 
1913 · 
1914 · 
1915 · 
1916 · 
1917 · 
1918 · 
1919 ·
1920 · 
1921 · 
1922 · 
1923 · 
1924 · 
1925 · 
1926 · 
1927 · 
1928 · 
1929 ·
1930 · 
1931 · 
1932 · 
1933 · 
1934 · 
1935 · 
1936 · 
1937 · 
1938 · 
1939 ·
1940 · 
1941 · 
1942 · 
1943 · 
1944 · 
1945 · 
1946 · 
1947 · 
1948 · 1949 · 
1950 · 
1951 · 
1952 · 
1953 · 
1954 · 
1955 · 
1956 · 
1957 · 
1958 · 
1959 ·
1960 · 
1961 · 
1962 · 
1963 · 
1964 · 
1965 · 
1966 · 
1967 · 
1968 · 
1969 ·
1970 · 
1971 · 
1972 · 
1973 · 
1974 · 
1975 · 
1976 · 
1977 · 
1978 · 
1979 ·
1980 · 
1981 · 
1982 · 
1983 · 
1984 · 
1985 · 
1986 · 
1987 · 
1988 · 
1989 ·
1990 ·
1991 · 
1992 · 
1993 · 
1994 · 
1995 · 
1996 · 
1997 · 
1998 · 
1999 · 
2000 · 
2001 · 
2002 · 
2003 · 
2004 · 
2005 · 
2006 · 
2007 · 
2008 · 
2009 · 
2010 · 
2011 · 
2012 · 
2013 · 
2014 ·
2015 ·
2016 ·
2017 ·
2018 ·
2019 ·
2020 ·
2021 ·
2022 ·
2023
Albanië ·
Algerije ·
Angola ·
Australië ·
België ·
Bolivia ·
Bosnië en Herzegovina · 
Brazilië ·
Bulgarije ·
Canada ·
Chili ·
China ·
Colombia ·
Costa Rica · 
Curaçao ·
Denemarken ·
DDR ·
Duitsland ·
Ecuador ·
Egypte ·
El Salvador ·
Engeland ·
Estland ·
Frankrijk ·
Ghana ·
Griekenland ·
Guatemala ·
Haïti ·
Honduras ·
Hongarije ·
Hongkong ·
Ierland ·
IJsland ·
India ·
Indonesië ·
Irak ·
Iran ·
Israël ·
Italië ·
Ivoorkust ·
Jamaica ·
Japan ·
Joegoslavië ·
Kameroen ·
Kroatië ·
Libië ·
Litouwen · 
Marokko ·
Mexico ·
Nederland ·
Nicaragua ·
Nigeria ·
Noord-Ierland ·
Noorwegen ·
Oostenrijk ·
Panama ·
Paraguay ·
Peru ·
Polen ·
Portugal · 
Qatar ·
Roemenië ·
Rusland · 
Saoedi-Arabië · 
Schotland ·
Servië en Montenegro ·
Singapore ·
Slovenië ·
Slowakije ·
Sovjet-Unie ·
Spanje ·
Trinidad en Tobago ·
Tsjecho-Slowakije ·
Tunesië ·
Uruguay ·
Venezuela ·
Verenigde Arabische Emiraten ·
Verenigde Staten ·
Wales ·
Wit-Rusland · 
Zuid-Afrika ·
Zuid-Korea ·
Zweden ·
Zwitserland
Australië (2022) ·
België (2014) ·
Bosnië en Herzegovina (2014) ·
Brazilië (1982) ·
Brazilië (2005) ·
Denemarken (1995) ·
Duitsland (2006) ·
Duitsland (2014) ·
Frankrijk (2018) ·
Frankrijk (2022) ·
IJsland (2018) ·
Iran (2014) ·
Italië (1982) ·
Ivoorkust (2006) ·
Kroatië (2018) ·
Kroatië (2022) ·
Mexico (2006) ·
Nederland (1978) ·
Nederland (2006) ·
Nederland (2014) ·
Nederland (2022) ·
Nigeria (2010) ·
Nigeria (2014) ·
Nigeria (2018) ·
Saoedi-Arabië (1992) ·
Saoedi-Arabië (2022) · 
Servië en Montenegro (2006) ·
West-Duitsland (1986) · West-Duitsland (1990) ·
Zwitserland (2014)
SFV · A-internationals · Selecties · Bondscoaches · Zwitsers vrouwenelftal · Olympisch elftal · Zwitserland U21 · Zwitserland U19 · Zwitserland U18 · Zwitserland U17 · Zwitserland U16 · Vrouwen U17
1905 – 1919 · 
1920 – 1929 · 
1930 – 1939 · 
1940 – 1949 · 
1950 – 1959 · 
1960 – 1969 · 
1970 – 1979 · 
1980 – 1989 · 
1990 – 1999 · 
2000 – 2009 · 
2010 – 2019 · 
2020 – 2029
EK's: 1996 · 
2004 · 
2008 · 
2016 · 
2020 · 
2024
WK's: 1934 · 
1938 · 
1950 · 
1954 · 
1962 · 
1966 · 
1994 · 
2006 · 
2010 · 
2014 · 
2018 · 
2022
OS: 1924 · 
1928 · 
2012
1905 · 
1906 · 1907 · 
1908 · 
1909 · 
1910 · 
1911 · 
1912 · 
1913 · 
1914 · 
1915 · 
1916 · 
1917 · 
1918 · 
1919 · 
1920 · 
1921 · 
1922 · 
1923 · 
1924 · 
1925 · 
1926 · 
1927 · 
1928 · 
1929 · 
1930 · 
1931 · 
1932 · 
1933 · 
1934 · 
1935 · 
1936 · 
1937 · 
1938 · 
1939 · 
1940 · 
1941 · 
1942 · 
1943 · 
1944 · 
1945 · 
1946 · 
1947 · 
1948 · 
1949 · 
1950 · 
1952 ·
1952 · 
1953 · 
1954 · 
1955 · 
1956 · 
1957 · 
1958 · 
1959 · 
1960 · 
1961 · 
1962 · 
1963 · 
1964 · 
1965 · 
1966 · 
1967 · 
1968 · 
1969 · 
1970 · 
1971 · 
1972 · 
1973 · 
1974 · 
1975 · 
1976 · 
1977 ·
1978 · 
1979 · 
1980 · 
1981 · 
1982 · 
1983 · 
1984 · 
1985 · 
1986 · 
1987 · 
1988 · 
1989 · 
1990 ·
1991 · 
1992 · 
1993 · 
1994 ·
1995 · 
1996 · 
1997 · 
1998 · 
1999 · 
2000 · 
2001 · 
2002 · 
2003 · 
2004 · 
2005 · 
2006 · 
2007 · 
2008 · 
2009 · 
2010 · 
2011 · 
2012 · 
2013 ·
2014 ·
2015 ·
2016 ·
2017 ·
2018 ·
2019 ·
2020 ·
2021 ·
2022
Albanië ·
Algerije · 
Andorra · 
Argentinië ·
Australië ·
Azerbeidzjan ·
België ·
Bolivia ·
Bosnië en Herzegovina ·
Brazilië ·
Bulgarije ·
Canada ·
Chili ·
China ·
Colombia ·
Costa Rica ·
Cyprus ·
Denemarken ·
DDR ·
Duitsland ·
Ecuador ·
Egypte ·
Engeland · 
Estland ·
Faeröer ·
Finland ·
Frankrijk ·
Georgië ·
Ghana ·
Gibraltar ·
Griekenland ·
Honduras ·
Hongarije ·
Hongkong ·
Ierland ·
IJsland ·
Israël ·
Italië ·
Ivoorkust ·
Jamaica ·
Japan ·
Joegoslavië ·
Kameroen ·
Kenia ·
Kosovo ·
Kroatië ·
Letland ·
Liechtenstein ·
Litouwen ·
Luxemburg ·
Malta ·
Marokko ·
Mexico ·
Moldavië ·
Montenegro ·
Nederland ·
Nigeria ·
Noord-Ierland ·
Noorwegen ·
Oekraïne ·
Oman ·
Oostenrijk ·
Panama ·
Peru ·
Polen ·
Portugal ·
Qatar ·
Roemenië ·
Rusland ·
Saarland ·
San Marino ·
Schotland ·
Servië ·
Slovenië ·
Slowakije ·
Sovjet-Unie · 
Spanje ·
Togo ·
Tsjechië ·
Tsjecho-Slowakije ·
Tunesië ·
Turkije ·
Uruguay ·
Venezuela ·
VA Emiraten ·
Verenigde Staten ·
Wales ·
Wit-Rusland ·
Zimbabwe ·
Zuid-Korea ·
Zweden
Albanië (2016) ·
Argentinië (2014) ·
Brazilië (2018) ·
Chili (2010) ·
Costa Rica (2018) ·
Ecuador (2014) ·
Frankrijk (2006) ·
Frankrijk (2014) ·
Frankrijk (2016) ·
Frankrijk (2021) ·
Honduras (2010) · 
Honduras (2014) · 
Italië (2021) · 
Oekraïne (2006) ·
Portugal (2008)  · 
Portugal (2022) · 
Roemenië (2016) · 
Servië (2018) ·
Spanje (2010) ·
Spanje (2021) ·
Togo (2006) ·
Tsjechië (2008) ·
Turkije (2008) ·
Turkije (2021) ·
Wales (2021) ·
Zuid-Korea (2006) ·
Zweden (2018)